# Sofia Albertina di Erbach-Erbach
Sofia di Erbach-Erbach (Erbach, 30 luglio 1683 – Eisfeld, 4 settembre 1742) è stata una contessa tedesca.
Fu, a seguito di matrimonio, duchessa di Sassonia-Hildburghausen e, dal 1724 al 1728, reggente del piccolo stato, posto in Turingia.

## Biografia
Sofia Albertina era la figlia più giovane del generale-conte Giorgio Luigi I di Erbach-Erbach (1643–1693) e di sua moglie, la contessa Amalia Caterina di Waldeck-Eisenberg (1640–1697). Sposò ad Erbach, il 4 febbraio 1704, il duca Ernesto Federico I di Sassonia-Hildburghausen. Sofia Albertina si dovette occupare da sola dell'educazione dei loro figli, perché suo marito si dedicava a trascorrere la maggior parte della sua esistenza stando con i suoi soldati fuori dal paese.
Dopo la morte del marito, avvenuta nel 1724, Sofia Albertina divenne reggente, per conto del figlio minorenne, Ernesto Federico II di Sassonia-Hildburghausen. In tale veste, operò in modo da salvare il ducato dai debiti, mitigandoli in qualche modo. La gran parte dei cortigiani fu licenziata, e la costosa guardia sciolta. Riuscì in tal modo a controllare le spese eccessive, facendole scendere da 16 ad 8. Nel tentativo di procurarsi denaro contante, venne venduta anche la preziosa biblioteca ducale.
La vendita di Schalkau al ducato di Sassonia-Meiningen, compiuta nel 1723 da suo marito, alla disperata ricerca di denaro, venne ritenuta illegale. Anche grazie all'influenza del principe Giuseppe Federico di Sassonia-Hildburghausen, che a quell'epoca si trovava ad Hildburghausen, Sofia Albertina dichiarò guerra al ducato di Sassonia-Meiningen e lasciò che Schalkau venisse occupata dalle sue truppe l'11 luglio 1724. In seguito un Consiglio cittadino, tenutosi ad Hildburghausen nel 1725, poté indurre, in modo significativo, le parti interessate a trovare un'intesa.
Dopo che il figlio raggiunse la maggiore età per poter governare, Sofia Albertina si trasferì di nuovo nel suo palazzo, il Wittumssitz Schloss, situato ad Eisfeld. La sala principale del castello di Hildburghausen era dotato di un pavimento in parquet a forma di stella, nel cui epicentro erano incise le iniziali "SA" del nome della duchessa.

## Discendenza
Dal matrimonio con Ernesto Federico nacquero i seguenti figli:
- Ernesto Luigi Olandino (1704–1704);
- Sofia Amalia Elisabetta (1705–1708);
- Ernesto Luigi Alberto (1707–1707);
- Ernesto Federico II (1707–1745);
- Federico Augusto (1709–1710);
- Luigi Federico (1710–1759);
- Elisabetta Albertina (1713–1769, sposò nel 1735 Carlo Ludovico Federico di Meclemburgo-Strelitz;
- Emanuele Federico Carlo (1715–1718);
- Elisabetta Sofia (1717–1717);
- Giorgio Federico Guglielmo (1720 – 1721).

## Ascendenza
|                                                                         |                                           |                                                                       | Genitori                                             |  |  | Nonni |  |  | Bisnonni                               |  |  | Trisnonni                                     |  |
|                                                                         |                                           |                                                                       |                                                      |  |  |       |  |  | 8. Georg III, conte di Erbach-Breuberg |  |  | 16. Eberhard XII, conte di Erbach-Freienstein |  |
|                                                                         |                                           |                                                                       |                                                      |  |  |       |  |  | 8. Georg III, conte di Erbach-Breuberg |  |  | 16. Eberhard XII, conte di Erbach-Freienstein |  |
|                                                                         |                                           | 17. contessa Margarethe zu Salm-Dhaun                                 |                                                      |  |  |       |  |  | 8. Georg III, conte di Erbach-Breuberg |  |  |                                               |  |
| 4. Georg Albrecht I, conte di Erbach-Schönberg                          |                                           |                                                                       |                                                      |  |  |       |  |  | 8. Georg III, conte di Erbach-Breuberg |  |  |                                               |  |
|                                                                         |                                           | 9. contessa Marie von Barby-Mühlingen                                 | 18. Albrecht X, conte di Barby-Mühlingen             |  |  |       |  |  |                                        |  |  |                                               |  |
|                                                                         |                                           | 9. contessa Marie von Barby-Mühlingen                                 | 18. Albrecht X, conte di Barby-Mühlingen             |  |  |       |  |  |                                        |  |  |                                               |  |
|                                                                         |                                           | 9. contessa Marie von Barby-Mühlingen                                 | 19. principessa Marie von Anhalt-Zerbst              |  |  |       |  |  |                                        |  |  |                                               |  |
| 2. Georg Ludwig I, conte di Erbach-Erbach                               |                                           | 9. contessa Marie von Barby-Mühlingen                                 |                                                      |  |  |       |  |  |                                        |  |  |                                               |  |
|                                                                         |                                           | 10. Georg Friedrich II, conte di Hohenlohe-Waldenburg-Schillingsfürst | 20. Georg Friedrich I, conte di Hohenlohe-Waldenburg |  |  |       |  |  |                                        |  |  |                                               |  |
|                                                                         |                                           | 10. Georg Friedrich II, conte di Hohenlohe-Waldenburg-Schillingsfürst | 20. Georg Friedrich I, conte di Hohenlohe-Waldenburg |  |  |       |  |  |                                        |  |  |                                               |  |
|                                                                         |                                           | 10. Georg Friedrich II, conte di Hohenlohe-Waldenburg-Schillingsfürst | 21. contessa Dorothea Reuss von Plauen               |  |  |       |  |  |                                        |  |  |                                               |  |
| 5. contessa Elisabeth Dorothea von Hohenlohe-Waldenburg-Schillingsfürst |                                           | 10. Georg Friedrich II, conte di Hohenlohe-Waldenburg-Schillingsfürst |                                                      |  |  |       |  |  |                                        |  |  |                                               |  |
|                                                                         |                                           | 11. contessa Dorothea Sophie zu Solms-Hohensolms                      | 22. Hermann Adolf, conte di Solms-Hohensolms         |  |  |       |  |  |                                        |  |  |                                               |  |
|                                                                         |                                           | 11. contessa Dorothea Sophie zu Solms-Hohensolms                      | 22. Hermann Adolf, conte di Solms-Hohensolms         |  |  |       |  |  |                                        |  |  |                                               |  |
|                                                                         |                                           | 11. contessa Dorothea Sophie zu Solms-Hohensolms                      | 23. contessa Anna Sophia von Mansfeld-Hinterort      |  |  |       |  |  |                                        |  |  |                                               |  |
| 1. contessa Sophia Albertine von Erbach-Erbach                          |                                           | 11. contessa Dorothea Sophie zu Solms-Hohensolms                      |                                                      |  |  |       |  |  |                                        |  |  |                                               |  |
|                                                                         | 12. Wolrad IV, conte di Waldeck-Eisenberg | 24. Josias I, conte di Waldeck-Eisenberg                              |                                                      |  |  |       |  |  |                                        |  |  |                                               |  |
|                                                                         | 12. Wolrad IV, conte di Waldeck-Eisenberg | 24. Josias I, conte di Waldeck-Eisenberg                              |                                                      |  |  |       |  |  |                                        |  |  |                                               |  |
|                                                                         | 12. Wolrad IV, conte di Waldeck-Eisenberg | 25. contessa Marie von Barby-Mühlingen (= 9)                          |                                                      |  |  |       |  |  |                                        |  |  |                                               |  |
| 6. Philipp Dietrich, conte di Waldeck-Eisenberg                         | 12. Wolrad IV, conte di Waldeck-Eisenberg |                                                                       |                                                      |  |  |       |  |  |                                        |  |  |                                               |  |
|                                                                         |                                           | 13. margravia Anna von Baden-Hachberg                                 | 26. Jakob III, margravio di Baden-Hachberg           |  |  |       |  |  |                                        |  |  |                                               |  |
|                                                                         |                                           | 13. margravia Anna von Baden-Hachberg                                 | 26. Jakob III, margravio di Baden-Hachberg           |  |  |       |  |  |                                        |  |  |                                               |  |
|                                                                         |                                           | 13. margravia Anna von Baden-Hachberg                                 | 27. contessa Elisabeth van Pallandt-Culemborg        |  |  |       |  |  |                                        |  |  |                                               |  |
| 3. contessa Amalia Katharina von Waldeck-Eisenberg                      |                                           | 13. margravia Anna von Baden-Hachberg                                 |                                                      |  |  |       |  |  |                                        |  |  |                                               |  |
|                                                                         |                                           | 14. Wilhelm, conte di Nassau-Hilchenbach                              | 28. Johann VII, conte di Nassau-Siegen               |  |  |       |  |  |                                        |  |  |                                               |  |
|                                                                         |                                           | 14. Wilhelm, conte di Nassau-Hilchenbach                              | 28. Johann VII, conte di Nassau-Siegen               |  |  |       |  |  |                                        |  |  |                                               |  |
|                                                                         |                                           | 14. Wilhelm, conte di Nassau-Hilchenbach                              | 29. contessa Magdalene von Waldeck-Wildungen         |  |  |       |  |  |                                        |  |  |                                               |  |
| 7. contessa Maria Magdalena von Nassau-Hilchenbach                      |                                           | 14. Wilhelm, conte di Nassau-Hilchenbach                              |                                                      |  |  |       |  |  |                                        |  |  |                                               |  |
|                                                                         |                                           | 15. contessa Christine zu Erbach-Breuberg                             | 30. Georg III, conte di Erbach-Breuberg (= 8)        |  |  |       |  |  |                                        |  |  |                                               |  |
|                                                                         |                                           | 15. contessa Christine zu Erbach-Breuberg                             | 30. Georg III, conte di Erbach-Breuberg (= 8)        |  |  |       |  |  |                                        |  |  |                                               |  |
|                                                                         |                                           | 15. contessa Christine zu Erbach-Breuberg                             | 31. contessa Marie von Barby-Mühlingen (= 9, 25)     |  |  |       |  |  |                                        |  |  |                                               |  |
|                                                                         |                                           | 15. contessa Christine zu Erbach-Breuberg                             |                                                      |  |  |       |  |  |                                        |  |  |                                               |  |